# Březová u Sokolova
Březová (deutsch Brösau, auch Prösau) ist eine tschechische Stadt in der Region Karlovy Vary.

## Geographie

### Geographische Lage
Březová liegt drei Kilometer südwestlich von Sokolov am Nordrand des Kaiserwaldes.

### Ortsgliederung
Die Gemeinde Březová besteht aus den Ortsteilen Arnoltov (Arnitzgrün), Březová (Brösau), Kamenice (Steinbach), Kostelní Bříza (Kirchenbirk), Lobzy (Lobs), Rudolec (Ruditzgrün) und Tisová (Theußau). Grundsiedlungseinheiten sind Arnoltov, Březová, Bystřina (Reichenbach), Kamenice, Kostelní Bříza, Krásná Lípa (Schönlind), Lobzy, Mýtina (Hau), Ostrov (Wöhr), Paseka (Schwand), Rudolec, Smrkovec (Schönficht), Studánka (Schönbrunn), Tisová und Žitná (Rockendorf). Außerdem gehören zu Březová die Einschicht Černý Mlýn (Schwarzmühle) sowie die Wüstungen Týmov (Tiefengrün) und Zadní Domky (Hinterhäuser).
Katastralbezirke sind Arnoltov, Březová u Sokolova, Bystřina, Kamenice u Březové, Kostelní Bříza, Krásná Lípa u Březové, Lobzy u Březové, Ostrov u Březové, Paseka u Březové, Rudolec u Březové, Smrkovec u Březové, Studánka u Březové, Tisová u Sokolova und Žitná u Březové.

## Geschichte
Die erste schriftliche Erwähnung stammt aus dem Jahr 1353.

## Politik

### Wappen
Beschreibung: In Gold ein schräglinks gelegtes grünes Lindenblatt mit schwarzem Schildfuß.

### Städtepartnerschaften
- Pausa/Vogtl., heute Teil der Stadt Pausa-Mühltroff

## Kultur und Sehenswürdigkeiten

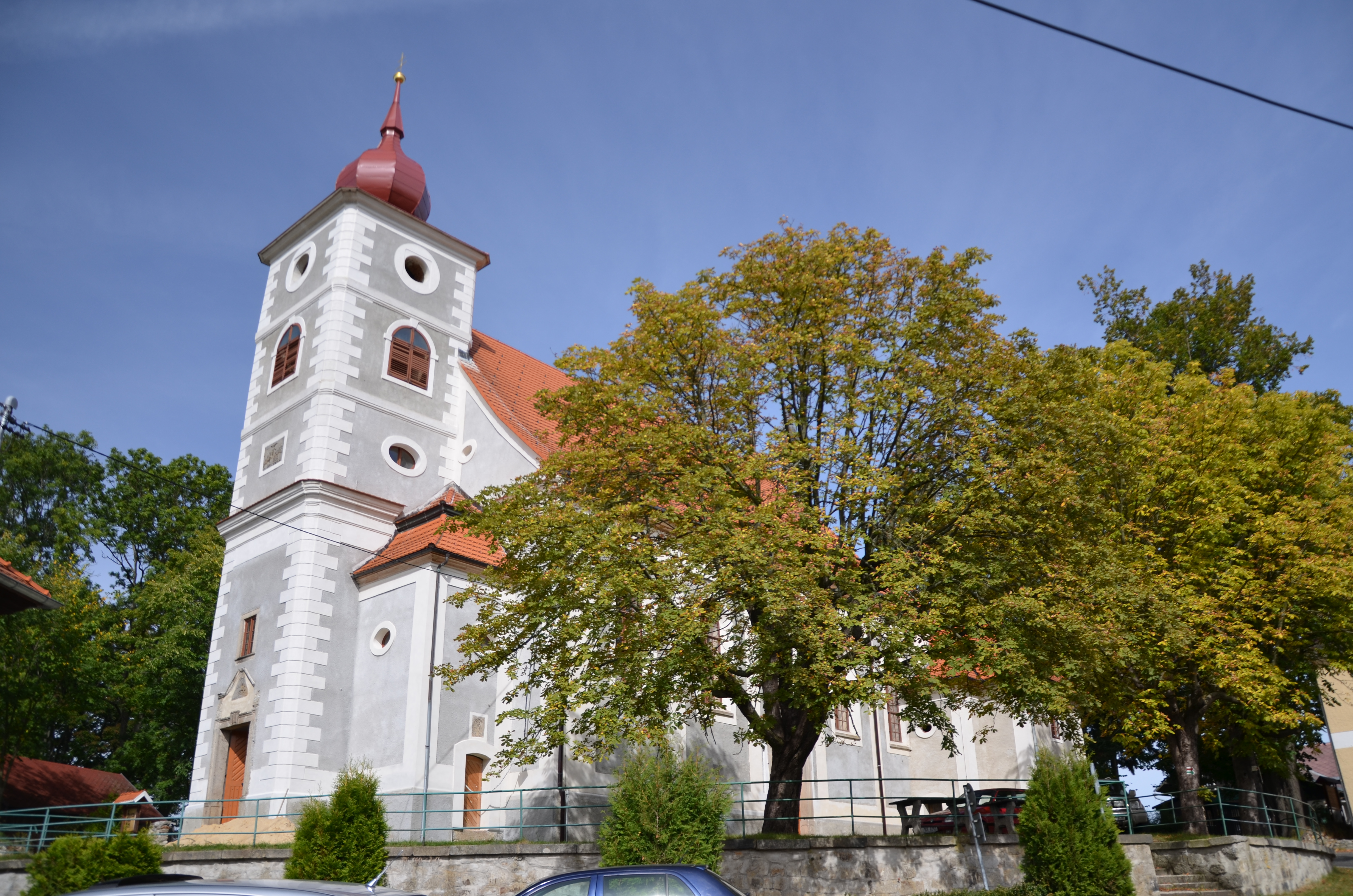
Kirche St. Peter- und Paul im Ortsteil Kostelní Bříza

- Kirche St. Peter und Paul